# Lagunas del Canal de Castilla
Lagunas del Canal de Castilla este o arie protejată (arie specială de conservare — SAC, sit de importanță comunitară — SCI, arie de protecție specială avifaunistică — SPA) din Spania întinsă pe o suprafață de 82,03 ha, integral pe uscat.

## Localizare
Centrul sitului Lagunas del Canal de Castilla este situat la coordonatele 42°08′16″N 4°32′58″W / 42.1377°N 4.5494°V.

## Înființare
Situl Lagunas del Canal de Castilla a fost declarat sit de importanță comunitară în august 2000 pentru a proteja 1 specie de plante și 85 de specii de animale. Alte tipuri de protecție:
- arie de protecție specială avifaunistică (în octombrie 2000)[2]
- arie specială de conservare (în septembrie 2015)[1][3][4]

## Biodiversitate
Situată în ecoregiunea mediteraneană, aria protejată conține 9 habitate naturale: Pseudostepă cu ierburi și specii anuale de Thero-Brachypodietea, Pajiști umede mediteraneene cu ierburi înalte de Molinio-Holoschoenion, Lacuri eutrofice naturale cu vegetație de tip Magnopotamion sau Hydrocharition, Iazuri temporare mediteraneene, Galerii de Salix alba și de Populus alba, Ape puternic oligomezotrofe cu vegetație bentonică cu Chara spp., Pășuni mediteraneene udate de apa mării (Juncetalia maritimi), Liziere de ierburi înalte hidrofile de câmpie și de nivel montan până la alpin, Salicornia și alte specii anuale care populează regiunile mlăștinoase și nisipoase.
La baza desemnării sitului se află mai multe specii protejate:
- plante (1): Apium repens
- păsări (81): uliu porumbar (Accipiter gentilis), lăcar mare (Acrocephalus arundinaceus), pitulice de apă (Acrocephalus paludicola), lăcar-de-rogoz (Acrocephalus schoenobaenus), lăcar-de-lac (Acrocephalus scirpaceus), fluierar de munte (Actitis hypoleucos), pescăruș albastru (Alcedo atthis), rață lingurar (Anas clypeata), rață pitică (Anas crecca), rață mare (Anas platyrhynchos), rață cârâitoare (Anas querquedula), rață pestriță (Anas strepera), fâsă de luncă (Anthus pratensis), fâsă de pădure (Anthus spinoletta), lăstunul mare (Apus apus), stârc cenușiu (Ardea cinerea), stârc roșu (Ardea purpurea), ciuf de câmp (Asio flammeus), buhai de baltă (Botaurus stellaris), cânepar (Carduelis cannabina), sticlete (Carduelis carduelis),  prundaș gulerat mic (Charadrius dubius), chirighiță neagră (Chlidonias niger), florinte (Chloris chloris), erete de stuf (Circus aeruginosus), cuc (Cuculus canorus), lăstun de casă (Delichon urbica), presură de stuf (Emberiza schoeniclus), măcăleandru (Erithacus rubecula), vânturel roșu (Falco tinnunculus), muscar negru (Ficedula hypoleuca), cinteză (Fringilla coelebs), lișiță (Fulica atra), becațină comună (Gallinago gallinago), găinușă de baltă (Gallinula chloropus), piciorong (Himantopus himantopus), Hippolais polyglotta, rândunică (Hirundo rustica), stârc pitic (Ixobrychus minutus), capîntortură (Jynx torquilla), grelușel-de-zăvoi (Locustella luscinioides), Locustella naevia, privighetoare (Luscinia megarhynchos), gușă albastră (Luscinia svecica), becațină mică (Lymnocryptes minimus), prigoare (Merops apiaster), codobatură galbenă (Motacilla alba), codobatura galbenă (Motacilla flava), grangur (Oriolus oriolus), ciuf-pitic (Otus scops), Parus caeruleus, pițigoi mare (Parus major), bătăuș (Philomachus pugnax), pitulice de munte (Phylloscopus bonelli), pitulice de munte (Phylloscopus collybita), Phylloscopus ibericus, pitulice-fluierătoare (Phylloscopus trochilus), lopătar (Platalea leucorodia), ploier auriu (Pluvialis apricaria), corcodel mare (Podiceps cristatus), corcodel-cu-gât-negru (Podiceps nigricollis), cresteț pestriț (Porzana porzana), Porzana pusilla, cristei de baltă (Rallus aquaticus), aușel sprâncenat (Regulus ignicapilla), pițigoi-pungar (Remiz pendulinus), lăstun de mal (Riparia riparia), mărăcinar (Saxicola rubetra), mărăcinar negru (Saxicola torquatus), cănăraș (Serinus serinus), silvie cu cap negru (Sylvia atricapilla), silvie de zăvoi (Sylvia borin), silvie roșcată (Sylvia cantillans), silvie de câmp (Sylvia communis), corcodel mic (Tachybaptus ruficollis), fluierarul de zăvoi (Tringa ochropus), fluierarul cu picioare roșii (Tringa totanus), sturzul viilor (Turdus iliacus), mierlă (Turdus merula), sturz-cântător (Turdus philomelos), nagâț (Vanellus vanellus)
- amfibieni (1): Discoglossus galganoi
- mamifere (1): vidră de râu (Lutra lutra)
- pești (2): Achondrostoma arcasii, Pseudochondrostoma duriense

Pe lângă speciile protejate, pe teritoriul sitului au mai fost identificate 5 specii de plante, 6 specii de amfibieni, 4 specii de mamifere.